# 都市再生ファンド
都市再生ファンド投資法人（としさいせいファンド-）は、かつて存在した投資法人である。

## 概要
2002年（平成14年）に、国土交通省が中心となり、都市再生事業へ滞留する民間資金を誘導するために「都市再生ファンド」の創設が決定された。「都市再生ファンド」は透明性が高く、市場から理解を得やすい、という理由から投資法人として設立されることになった。
民間都市開発推進機構（民都機構）により、資産運用会社「都市再生ファンド運用株式会社」が2003年（平成15年）4月18日に設立され（資本金1億円）、同年6月6日に金融庁の認可を受けた。都市再生ファンド投資法人は、同年6月13日に設立され、同年6月26日に投資信託及び投資法人に関する法律第187条の規定によって総理大臣認可登録を完了した（登録番号：関東財務局長 第21号）。民都機構から都市再生ファンド投資法人への当初出資（投資口）は500億円であった。
都市再生特別措置法の認定事業者等の発行する有価証券等（出資または社債）の取得を実施した。
都市再生ファンド投資法人は、2020年（令和2年）2月14日に解散（登記記録の閉鎖）となった。

## 実績
民都機構からは都市再生支援業務（出資・社債等取得業務）として9件の実績が公表されている。
- 南青山一丁目団地建替プロジェクト（青山一丁目スクエア：パークアクシス青山一丁目タワー）
- パシフィックロイヤルコートみなとみらい
- 有明セントラルタワー
- 虎ノ門・六本木地区第一種市街地再開発事業（アークヒルズ仙石山森タワー）
- GINZA KABUKIZA（歌舞伎座、歌舞伎座タワー）
- 千里中央地区再整備事業（千里中央病院）
- グランフロント大阪
- 高松丸亀町商店街民間都市再生事業（A街区）
- 高松丸亀町商店街民間都市再生事業（B、C街区）